# Taiaçupeba
Taiaçupeba é um distrito do município brasileiro de Mogi das Cruzes, que integra a Região Metropolitana de São Paulo.

## Características
Conhecida por sua ampla região de mata nativa, Taiaçupeba se destaca como o 'Distrito Natureza" da cidade de Mogi das Cruzes. Dentre seus muitos pontos turísticos se encontra o Parque das Neblinas, que "é uma reserva ambiental da Suzano Papel e Celulose, gerida pelo Instituto Ecofuturo, onde são desenvolvidas atividades de ecoturismo, educação ambiental, pesquisa científica, manejo e restauração florestal, e participação comunitária" (Instituto Ecofuturo). 
O bairro sede Capela do Ribeirão, assim como os bairros adjacentes do distrito, ainda preservam muitas características históricas que contrastam com a modernidade. 
Um dos prédios históricos, a Igreja Matriz de Santa Cruz, benta aos 06 de junho de 1864. Outro templo histórico de Taiaçupeba está a Igreja de São Sebastião, no bairro de mesmo nome, que guardam, em um bom estado de preservação, pinturas sacras do artista José Benedicto da Cruz, o JBC (ou Zé Santeiro, como era conhecido na região). Dentre natureza e história, também está a culinária local, com pizzarias, restaurantes e padarias conhecidas por quem visita o distrito. 

## História
"1864. A 6 de junho, a pedido do protetor e zelador Cipriano Branco da Silva, o Vigário Padre Manoel Constantino de Camargo benze a nova Capela de Sta. Cruz do Campo Grande".

### Origem

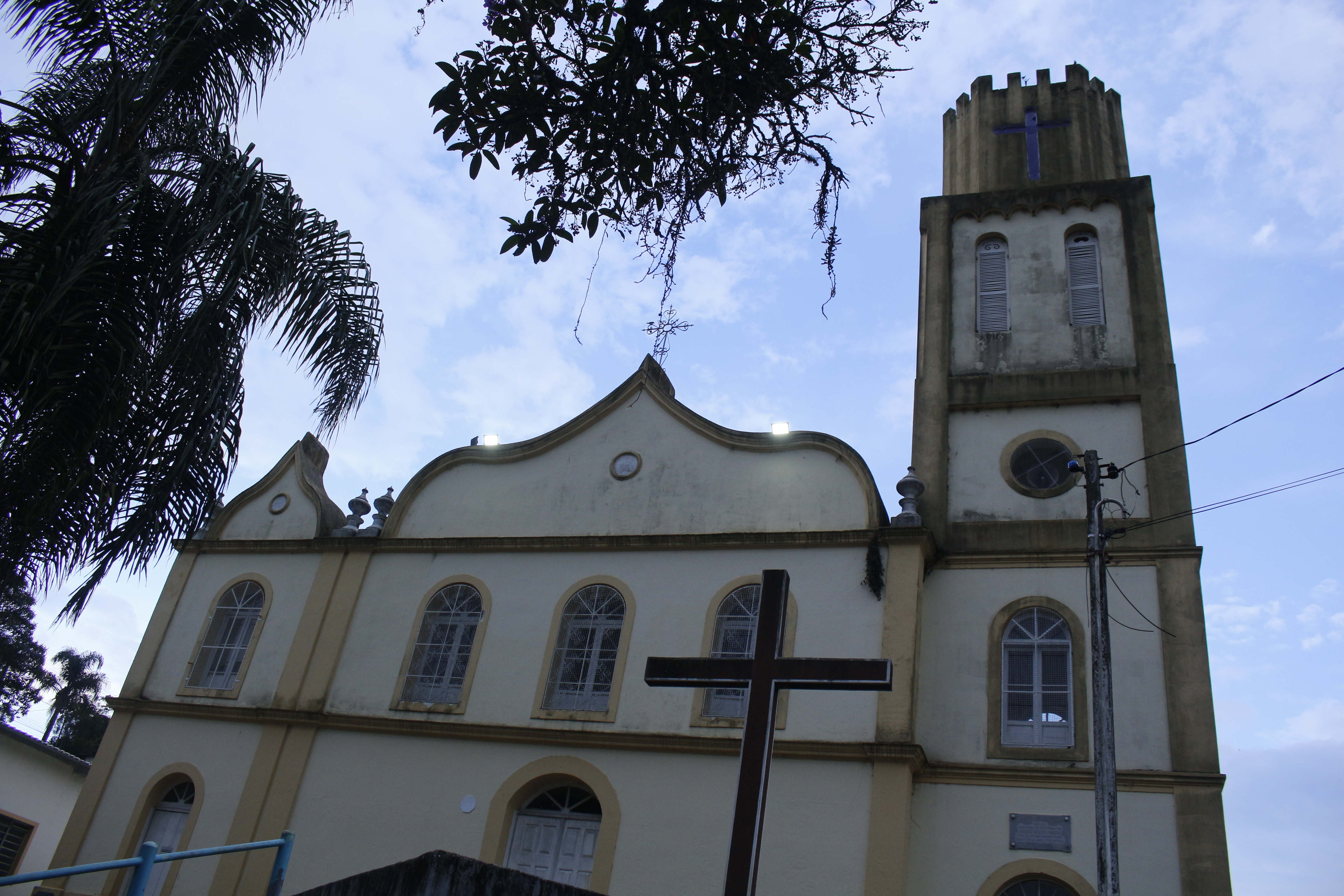
Matriz da Paróquia Santa Cruz da Capela do Ribeirão, em Taiaçupeba. Autor: Dorival Martins Jr. Ano: 2021

A sua colonização iniciou-se quando o local passou a ser utilizado por bandeirantes para repouso e acampamento, sendo que na época tinha o nome de Campo Grande, e seu território compreendiam a dos atuais distritos de: Taiaçupeba, Biritiba-Ussu, Jundiapeba e Quatinga.
No inicio do século XIX o bairro tem um crescimento exponencial em número de habitantes, movidos pela atividade agrícola. Acredita-se que por volta desta época a primeira capela em devoção a Santa Cruz é erguida, próximo às margens de um Ribeirão, nos arredores do povoado. Daí surge o nome do bairro: Capela do Ribeirão. A nomenclatura é utilizada ainda hoje para denominar o bairro sede do distrito de Taiaçupeba. 

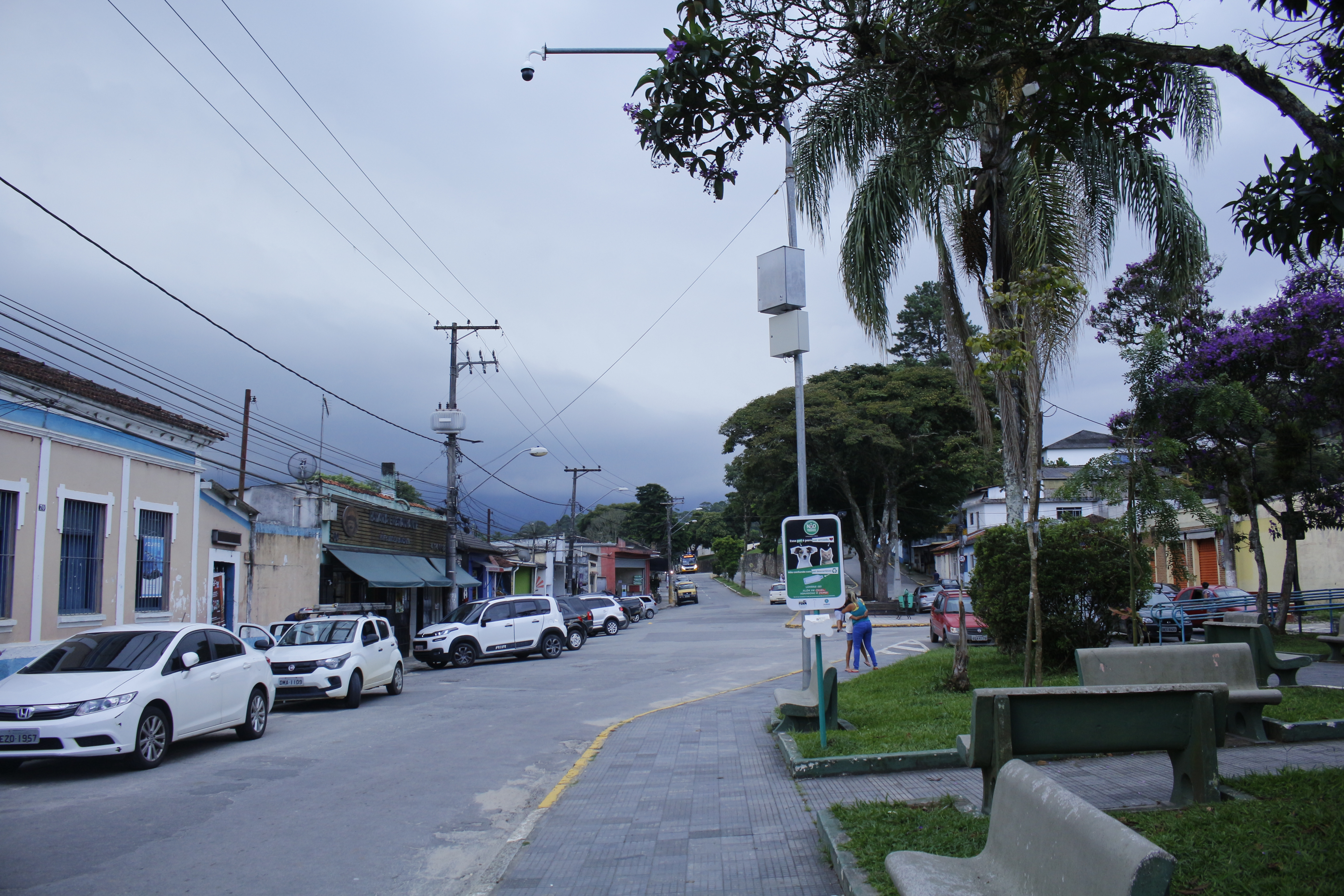
Vista do centro de Taiaçupeba. Bairro Capela do Ribeirão. Autor: Dorival Martins Jr. Ano: 2021

Com o passar dos anos a pequena capela, as margens do ribeirão, já não atendiam a crescente população. Outro motivo para ter sido abandonada se dá pelas altas do ribeirão inundarem a construção. Todavia, por volta da metade do século XIX a atual Igreja de Santa Cruz começa a ser erguida. Esta construção, em taipa de pilão, é considerado um marco na fundação do povoado. 

### Fundação
Aos 6 de junho de 1864, a pedido do benfeitor do bairro, Cypriano Branco da Silva, a nova Igreja de Santa Cruz da Capela do Ribeirão é sagrada, dando início aos ofícios religiosos. Deste dia em diante, esta data foi tomada como fundação do bairro de Capela do Ribeirão, sede do distrito de Taiaçupeba. 
Durante anos as igrejas de Taiaçupeba estavam sob direção dos frades carmelitas do Convento de Nossa Senhora do Carmo, em Mogi das Cruzes. Com a criação da Diocese de Mogi das Cruzes em 1962 a Paróquia de Santa Cruz da Capela do Ribeirão é criada, tornando o templo erguido no século XIX a Igreja Matriz desta paróquia que conta com as comunidades: 

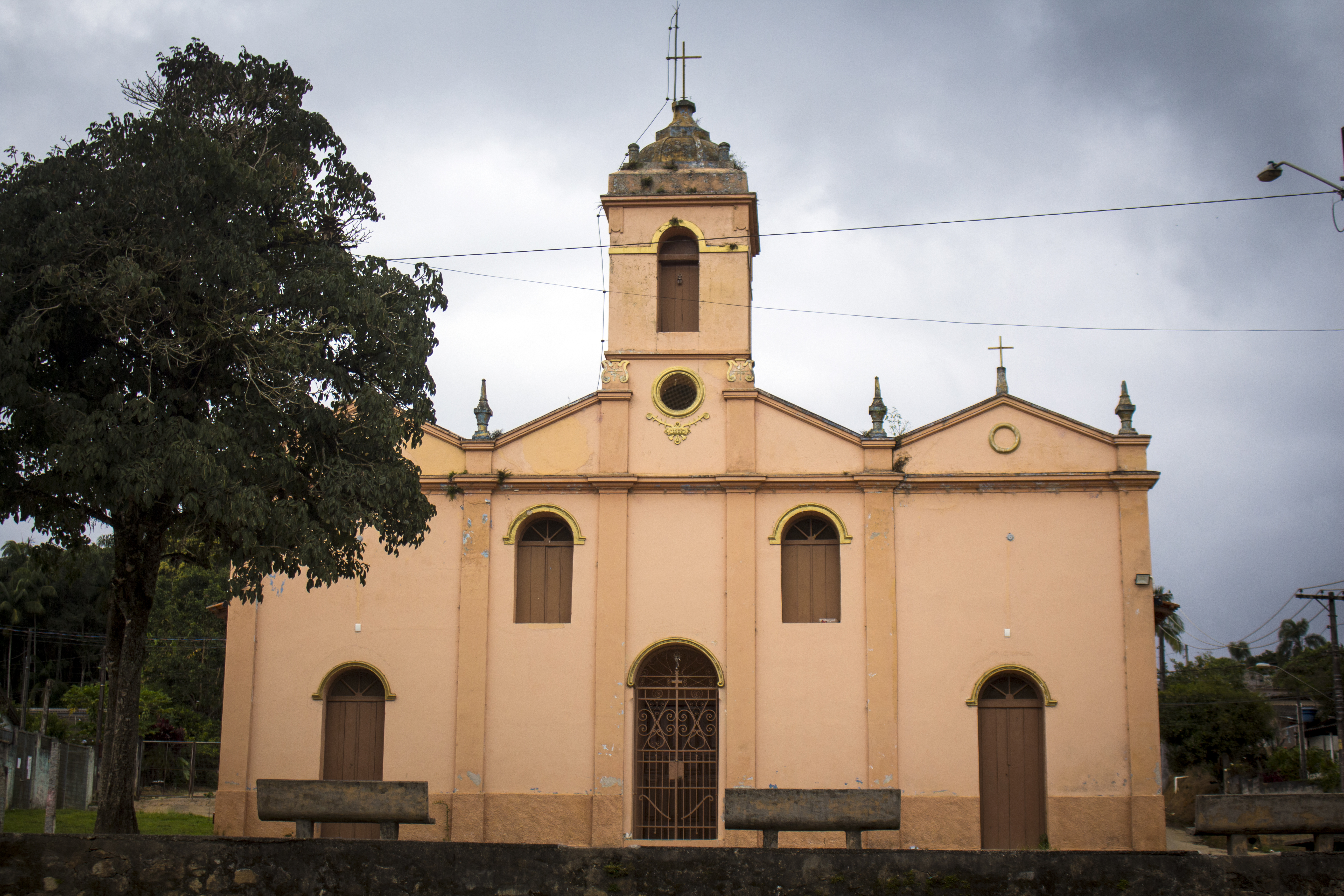
Igreja do Bairro São Sebastião, em Taiaçupeba. Vista frontal. Autor: Dorival Martins Jr. Ano: 2021

- Igreja do Bairro São Sebastião, em Taiaçupeba. Vista frontal. Autor: Dorival Martins Jr. Ano: 2021São Sebastião, localizada no bairro São Sebastião. Igreja fundada por Pedro Thiago Franco Martins e José Nunes entre o fim do século XIX e início do século XX, decorada com as pinturas de José Benedicto da Cruz, o Zé Santeiro ou J.B.C..[5]

- Nossa Senhora da Imaculada Conceição, localizada no bairro da Vargem Grande. Igreja datada da década de 1940, em taipa de pilão.

- Santa Teresinha do Menino Jesus, localizada no Bairro dos Pintos.

- Santo Antônio, localizada no bairro de Aroeiras.

- Nossa Senhora das Brotas, localizada no bairro do Barroso. Construção datada entre o fim do século xIX e início do século XX. Erguida em taipa de pilão, o templo guarda a imagem de Nossa Senhora das Brotas em madeira, confeccionada por J.B.C. (José Benedicto da Cruz), conhecido pela alcunha de Zé Santeiro.

- Nossa Senhora da Piedade, localizada no distrito de Quatinga.

### Formação administrativa
- Pela Lei nº 2.257 de 31/12/1927 é criado o distrito de Taiaçupeba, com sede no bairro da Capela do Ribeirão, município de Mogi das Cruzes[6].
- Em 16/03/1929 é criado o distrito policial de Taiaçupeba[7].
- Pela Lei n° 8.092 de 28/02/1964 perdeu terras para o novo município de Brás Cubas, posteriormente extinto[8].

### Pedidos de emancipação
O distrito tentou a emancipação político-administrativa e ser elevado à município, através de processos que deram entrada na Assembléia Legislativa do Estado de São Paulo nos anos de 1963, 1979 e 1991, mas como nenhum deles atendia os requisitos necessários exigidos por lei para tal finalidade, os processos foram arquivados.

## Etimologia
O distrito tem esse nome devido à grande quantidade de Queixadas (Tayassu pecari), espécie de porcos selvagens que os índios chamavam de TAI (dentes) ASSU (grande) PEBA (largo/achatado), que existiam nas margens do Rio Jundiaí, que corta a região e que deságua no rio Tietê na divisa entre Mogi das Cruzes e Suzano.
Estas terras já foram conhecidas por diversos nomes, dentre eles: Campo Grande, Capela do Ribeirão, Tayassupeva, e por fim, Taiaçupeba (variação moderna da nomenclatura anterior).
- Campo Grande: de origem topográfica. Era um nome quase genérico para a época, onde diversas regiões de vastos campos ganhavam tal nomenclatura. Acredita-se que o nome venha do atual distrito de Jundiapeba, bairro Santo Ângelo, e usada para denominar a região onde atualmente se encontram os distritos de Jundiapeba, Taiaçupeba, Quatinga e Birituba-Ussú. De acordo com o historiador local e pesquisador Dorival Martins, o nome Campo Grande é encontrado em documentos de compra e venda de terrenos na região de Taiaçupeba, datados do fim do século XIX e início do século XX.

- Capela do Ribeirão: usada ainda nos dias de hoje para identificar o bairro sede do Distrito. Acredita-se que por conta do acesso a Capela de Santa Cruz se dar passando por um ribeirão, o local assim foi denominado. Já que na época referiam-se aos lugares por suas capelas como: Capela do São Sebastião, Capela do Barroso, Capela do Ribeirão etc. A atual Igreja Matriz de Taiaçupeba, sede da Paróquia local manteve o histórico nome de Santa Cruz da Capela do Ribeirão.

- Taiaçupeba: de origem indígena, também deu nome ao Rio Taiaçupeba (localizado na região). Refere-se a uma espécie de porco do mato, os Queixadas. Os indígenas chamavam este mamífero que habitavam a região de tãi wa'su (dente grande), ãya, "dente", e gwa'su, "grande". Distingue-se taiaçu no sentido de 'mamífero', do tupi tãi wa'su (dente grande), de taiaçu no sentido de 'ave', arataiaçu. Hans Staden registra esta palavra (sob a forma teygasu dattu) num livro em alemão de 1557; outros registros encontrados são: em 1618 teasu, e em 1777 taiassú e taititu. De acordo com os autores Eduardo Navarro, autor do Dicionário de tupi antigo (2013), e Moacyr Ribeiro de Carvalho, autor do Dicionário de Tupi (1987)[12], a palavra "peba" significa achatado (chato, pequeno, largo). Portanto, Taiaçupeba é uma referência ao porco-do-mato Queixada, sendo uma das variações deste nome. Entre outras variações estão: taiaçupytá, taiaçutiriká, taiaçueté (porco legítimo)[13]. Grafava-se Taiassupeba, quando o bairro foi elevado a categoria de distrito. "Pela Lei Estadual n.º 2.257, de 31-12-1927, é criado o distrito de Taiassupeba e anexado ao município de Mogi das Cruzes."[6] O fotografo Benedicto Fittipaldi fotografa o distrito, chamando-o Tayassupeva (provavelmente na década de 1940). Pelo Decreto-Lei Estadual nº: 14.334, de 30-11-1944, o distrito de Santo Ângelo passou a denominar-se Jundiapeba o distrito de Taiassupeba passou a ser grafado Taiaçupeba. Já o nome Jundiapeba é a junção do nome de dois rios da região, o Rio Jundiaí e Rio Taiaçupeba.[14]

## Geografia

### População urbana
| Crescimento população urbana | Crescimento população urbana | Crescimento população urbana | Crescimento população urbana |
| Censo                        | Pop.                         |                              | %±                           |
| ---------------------------- | ---------------------------- | ---------------------------- | ---------------------------- |
| 1934                         | 486                          |                              |                              |
| 1940                         | 270                          |                              | −44,4%                       |
| 1950                         | 524                          |                              | 94,1%                        |
| 1960                         | 760                          |                              | 45,0%                        |
| 1970                         | 963                          |                              | 26,7%                        |
| 1980                         | 2 781                        |                              | 188,8%                       |
| 1991                         | 3 075                        |                              | 10,6%                        |
| 2000                         | 2 111                        |                              | −31,3%                       |
| 2010                         | 2 511                        |                              | 18,9%                        |
| Fonte: IBGE e Fundação SEADE |                              |                              |                              |

### População total
Pelo Censo 2010 (IBGE) a população total do distrito era de 5 179 habitantes.

### Área territorial
A área territorial do distrito é de 94,617 km².

## Serviços públicos

### Administração Regional
Representação regional da Prefeitura de Mogi das Cruzes, é o órgão responsável da Secretaria de Serviços Urbanos pela manutenção do distrito de Taiaçupeba. Responde pelos serviços de conservação de ruas e estradas, que inclui tapa-buraco, nivelamento e cascalhamento das vias. Também controla a limpeza pública, fiscalizando a empresa que presta serviços na referida área, e faz a manutenção de praças e áreas verdes. Além disso, realiza a limpeza das galerias de águas pluviais, garantindo o escoamento e evitando alagamentos.

### Registro civil
Atualmente é feito no próprio distrito, pois o Cartório de Registro Civil das Pessoas Naturais ainda continua ativo.

## Infraestrutura

### Transportes

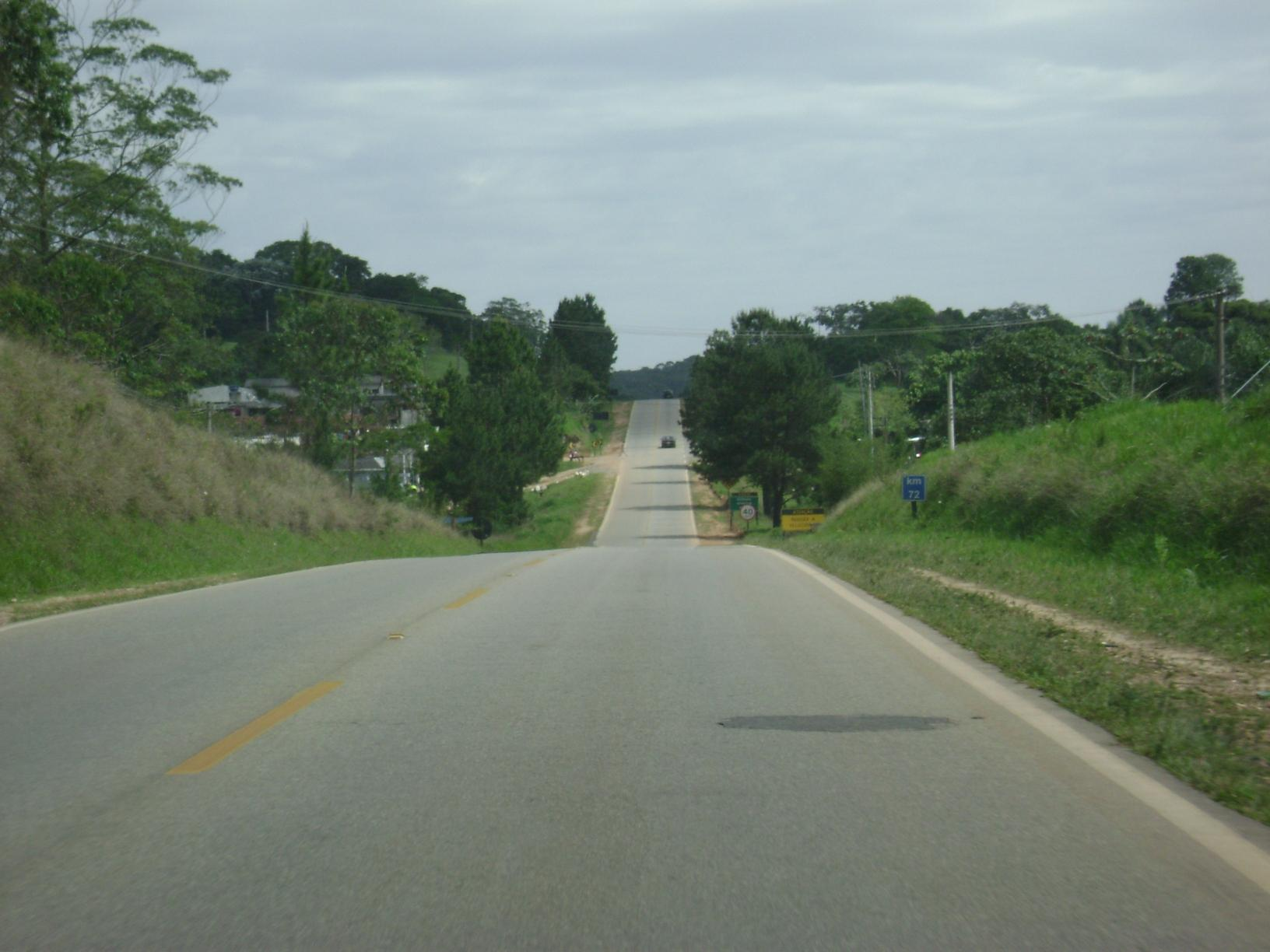
Trecho da Rodovia Prefeito Francisco Ribeiro Nogueira (SP-102) no distrito de Taiaçupeba.

#### Rodovias
O distrito possui acesso pelas rodovias Mogi-Bertioga (SP-98), Mogi-Taiaçupeba (SP-102) e pela Estrada das Varinhas (SP-39). Está localizado há cerca de 25 quilômetros do centro do município.

### Saneamento
O serviço de abastecimento de água é feito pela Companhia de Saneamento Básico do Estado de São Paulo (SABESP).

### Energia
A responsável pelo abastecimento de energia elétrica é a EDP São Paulo, antiga Bandeirante Energia.

### Comunicações
No setor de telefonia o distrito era atendido pela Companhia Telefônica da Borda do Campo (CTBC), que inaugurou a central telefônica utilizada até os dias atuais. Em 1998 esta empresa foi vendida juntamente com a Telecomunicações de São Paulo (TELESP) para a Telefônica, que em 2012 adotou a marca Vivo para suas operações.
O distrito tem sua própria rádio FM chamada Rádio Caramelo Taia.
No dia 12 de Novembro de 2019, a cantora e artista Pabllo Vittar gravou o clipe Amor de Que na praça Cipriano Branco, no centro do distrito.

## Atividades econômicas
O distrito se desenvolveu através da agricultura, e ainda tem fortes produtores rurais. Entre eles está o Orgânicos Direto da Serra. Muitos outros produtores de legumes e hortaliças estão inseridos na região. 
A região é muito conhecida pela produção de Cambuci, fruta típica desta região da Mata Atlântica. Com esta fruta são feitos sucos, mousses, doces, e a conhecida cachaça curtida com Cambuci. 
Um outro ponto de atividade econômica são os comércios locais que recebem atividade local e visitantes. O distrito conta com mercados, restaurantes bares, pizzarias, padarias, cafés e lanchonetes. Além de atividades que envolvem turismo ecológico, como a Fazenda Rio Grande. 
No distrito, ainda que incipiente, há implantação e desenvolvimento de novas culturas fomentado pela Sociedade Frutícola de Taiaçupeba tais como a pomicultura, a viticultura, o cultivo de Avelãs, o cultivo de berries como Mirtilos (Blueberries) e Framboesas. Sendo promissores  o cultivo das berries e a vitivinicultura.

## Símbolos

### Bandeira

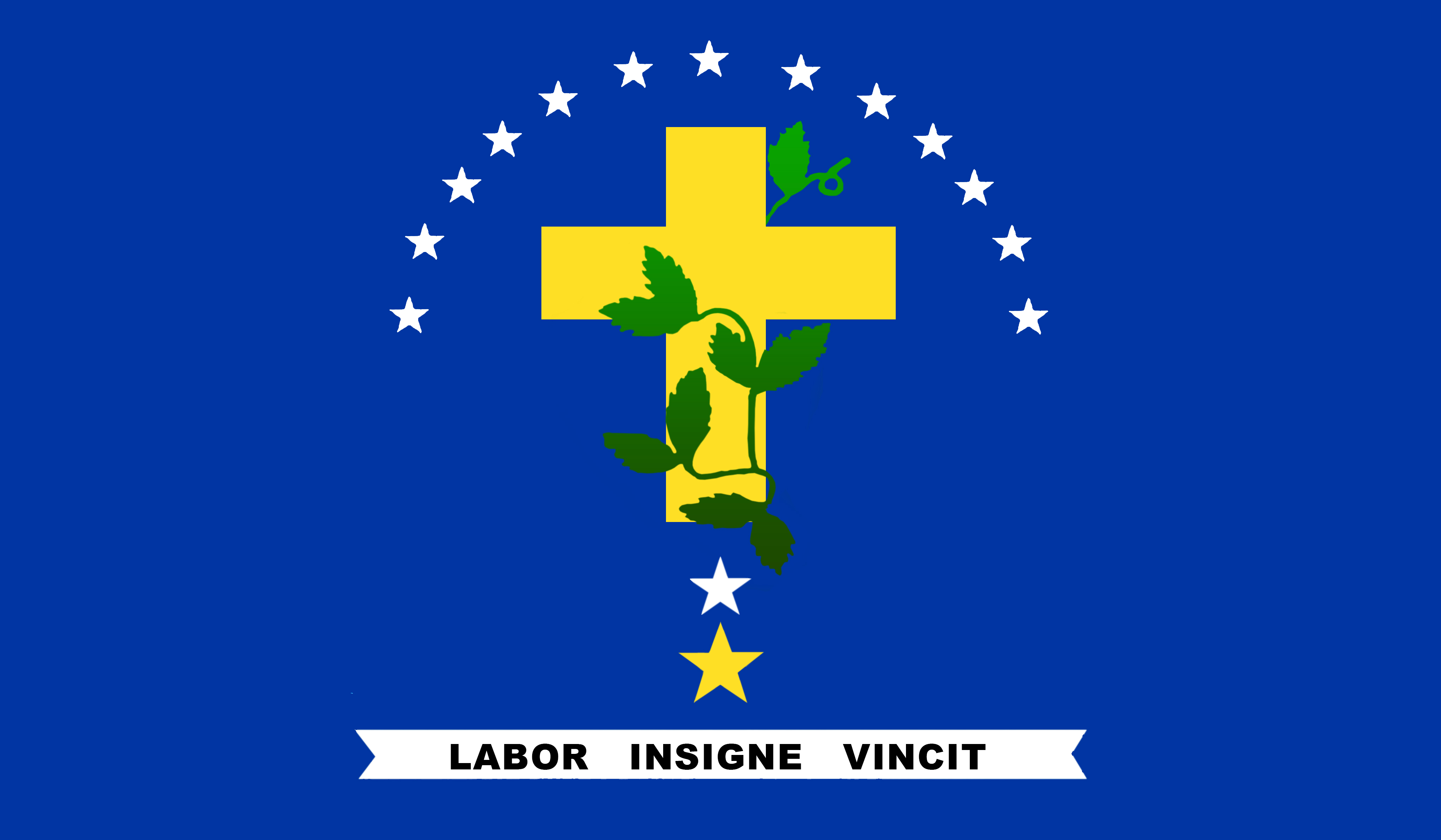
Bandeira do Distrito de Taiaçupeba. Arte de Dorival Martins Jr. tomada como base uma imagem no extinto jornal "Capela do Ribeirão". A bandeira original foi desenhada por Milton Rabelo dos Santos, sua esposa Terezinha de Souza Lima Rabelo e a professora Henny Camargo.

No dia 06 de junho do ano de 1961 (ou 1962, não se sabe ao certo), é apresentado ao distrito de Taiaçupeba em ocasião das festividades de aniversário do distrito a bandeira de Taiaçupeba. Feita as pressas para ser apresentada, hoje carrega um simbolismo que representa todo um distrito.
Foi idealizada pelo então sub prefeito de Mogi das Cruzes, Sr. Milton Rabelo dos Santos, sua esposa e diretora interina da escola estadual Benedito Souza Lima (localizada no distrito) Sra. Terezinha de Souza Lima Rabelo e a professora Henny Camargo.

#### Descrição
- O fundo azul: delicadamente posicionado como fundo, porém de grande destaque por sua imponência representa o azul do céu brasileiro, em mais específico o límpido céu do distrito.
- O semi-circulo composto por treze estrelas: representam os treze bairros adjacentes do distrito posicionado sob a cruz amarela. A cruz, símbolo de Taiaçupeba, que em seu passado levava o nome de Capela do Ribeirão, nomenclatura ainda utilizada para identificar a sede do distrito.
- A cruz: é também o sinal de fé e devoção que fizeram o distrito nascer, tendo como centro a Igreja de Santa Cruz. Sobre a cruz se encontram das estrelas. A menor, na cor branca representa a sede do distrito de Taiaçupeba, a Capela do Ribeirão. A estrela maior, na cor amarela faz alusão a cidade de Mogi das Cruzes.
- Os galhos verdes envoltos na cruz: são símbolo da natureza, marca do distrito. Lembram que a principal atividade local na qual fez o bairro crescer é a agricultura. Envoltos na cruz representam em simbologia que Taiaçupeba cresceu entorno de uma fé, envolta da Santa Cruz.
- O Motte: abaixo de tudo encontramos uma faixa, branca, simples, e com apenas três palavras. Três palavras ditas em latim. "Labor Insigne Vincit", cujo significado pode ser tido como: "O trabalho duro conquista", ou "O trabalho honesto vence". Esta frase, tomado lema do Distrito de Taiaçupeba, representam seus moradores e o próprio distrito que está em constante crescimento, graças a dedicação e trabalho de seus moradores.

## Atividades culturais
O distrito detém muitas atividades de cunho cultural. Desde festas tradicionais na região, como as festividades religiosas até as festividades de aniversário do distrito, ocorridos anualmente no mês de junho.

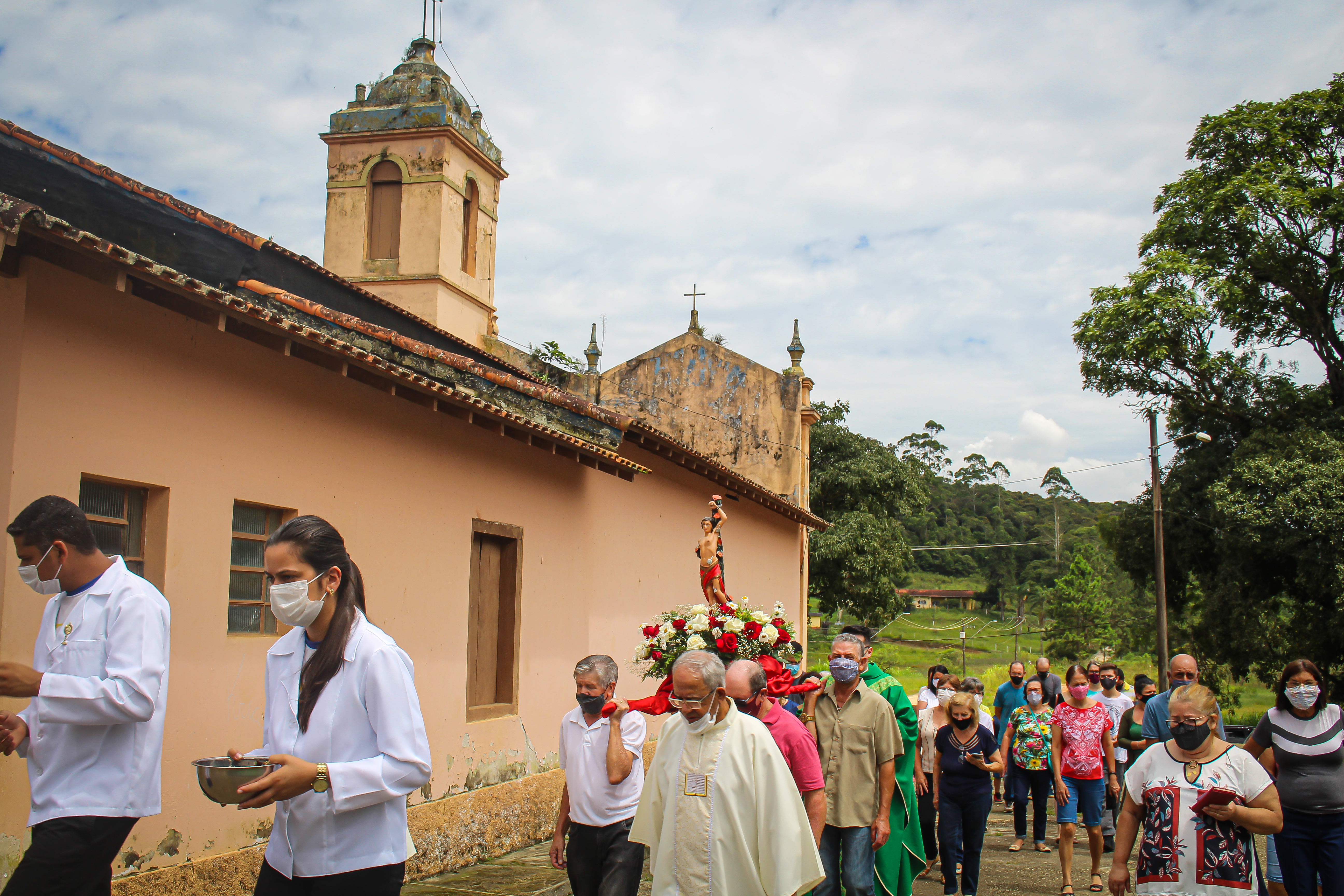
Festa de São Sebastião, no bairro São Sebastião, em Taiaçupeba. Autor: Dorival Martins Jr. Ano: 2022

### Festividades Religiosas
- Festa do Divino Espírito Santo. Tradicional na região, a festa é um dos principais eventos da paróquia local, ficando atrás apenas da festa do padroeiro a festa de Santa Cruz. Em alguns anos coincide com as festividades de aniversário do distrito, onde os eventos acabam se mesclando, mesmo que de forma involuntária. Esta festividade guarda uma importante tradição, a Cavalgada ao Divino Espírito Santo. Centenas de cavaleiros, em suas montarias, e agricultores em seus tratores, traçam uma procissão de alguns quilômetros. Partindo da Igreja de São Sebastião (5 km da sede do distrito), rumam a Igreja Matriz de Santa Cruz, onde recebem as bênçãos do padre. A procissão é encerrada com um tradicional almoço no salão paroquial.
- Festa de Santa Cruz. Festividade do padroeiro do bairro. Devoção que data, provavelmente, do início do século XIX.
- Festa de São Cristóvão. Outra festividade que leva diversos moradores e visitantes a uma extensa procissão, a Festa dedicada a São Cristóvão marca outra tradição. Anualmente, próximo a dada dedicada ao santo, diversos moradores formam uma fila quilométrica de automóveis e rumam para a Igreja Matriz de Santa Cruz receber do pároco as benção para seus veículos, pedindo proteção em suas viagens de automóvel.
- Festa de São Sebastião. Festividade ocorrida na Comunidade São Sebastião, no bairro de mesmo nome, também marca uma importante tradição. Realizada a 5 km da sede do distrito, na histórica igreja dedicada ao santo. A devoção teve início no século XIX através de Pedro Thiago Franco Martins e José Nunes, moradores deste pequeno vilarejo. Tamanha foi a devoção que rendeu um templo totalmente decorado com pinturas sacras, dedicado à São Sebastião.[29]

### SAT - Associação Amigos de Taiaçupeba

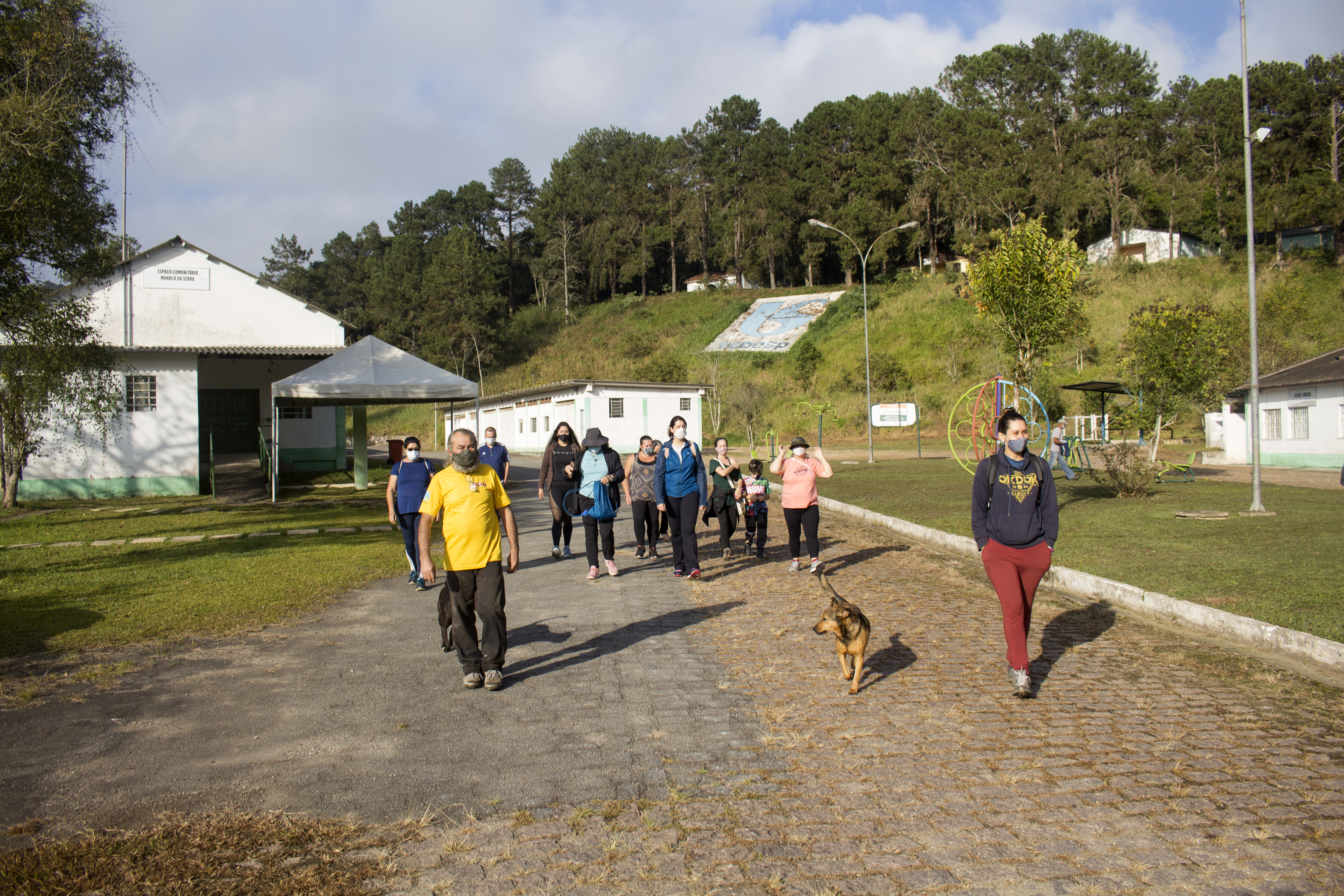
Semana do Meio Ambiente de 2021 realizada na SAT (Associação Ambiental Amigos de Taiaçupeba). Autor: Dorival Martins Jr. Ano: 2021

O espaço cultural da associação do distrito está localizado na antiga sede da SABESP, que cedeu sua propriedade para as atividades da SAT. Esta associação, sem fins lucrativos, dedica-se a promover, em seu espaço, atividades culturais direcionada aos moradores e visitantes de Taiaçupeba. 
Dentre as muitas atividades ocorridas neste espaço estão: o Grupo Escoteiro Curupira de Taiaçupeba, aulas de Capoeira, aulas de Ballet, aulas de artes marciais (muay thai e taekwondo), oficinas de artesanatos, festivais comunitários, etc.

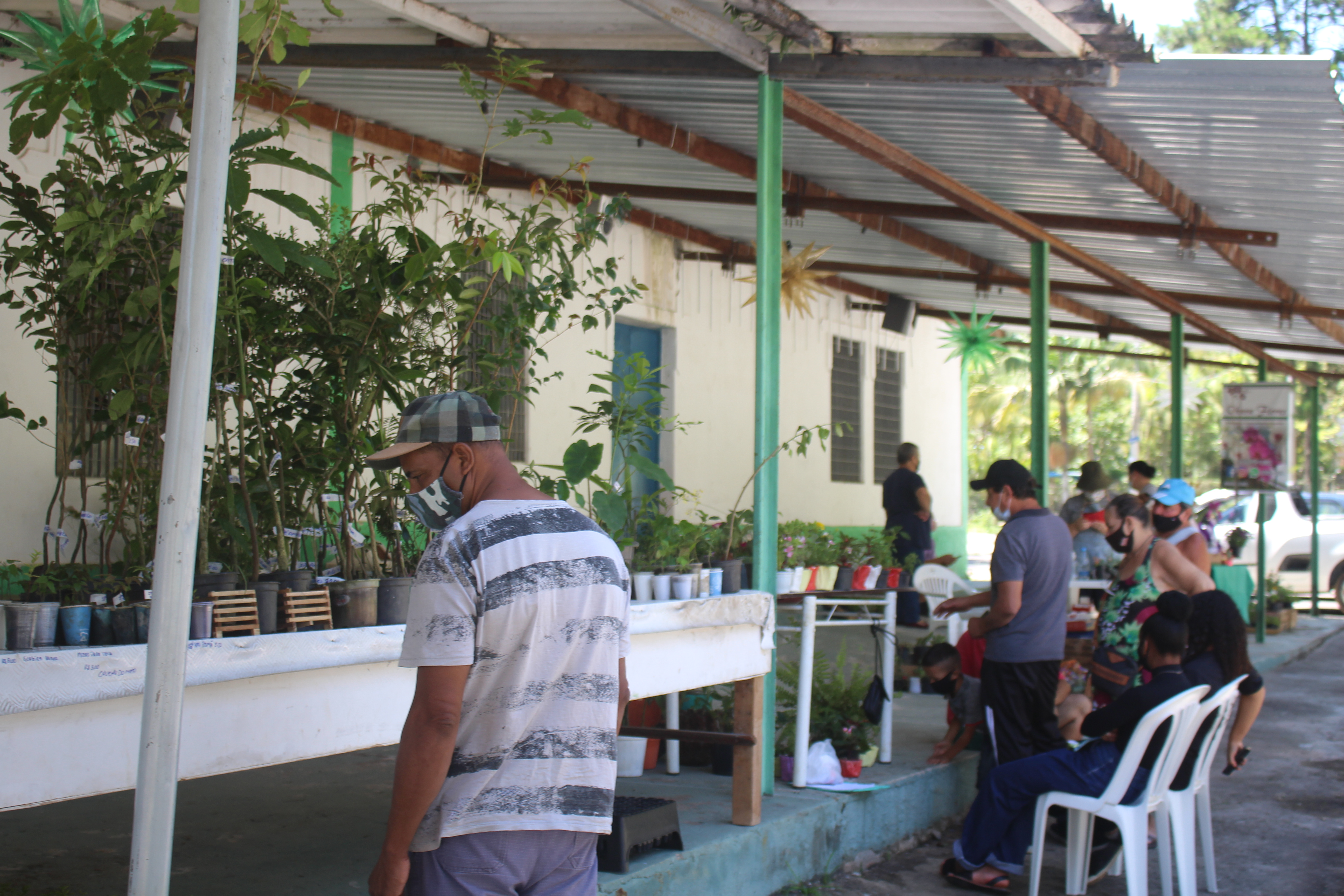
Vista externa de parte da feira do produtor no campo, de Taiaçupeba, promovida pela SAT. Autor: Dorival Martins Jr. Ano: 2021

Feira do Produtor no Campo: atualmente sendo realizada uma vez por mês, ao segundo sábado, a feira tem a intenção de promover os produtores locais e incentivar a produção e venda regional. Também promove a interação entre a comunidade, que faz deste evento também um encontro social.
Iniciativas ambientais: sendo Taiaçupeba o "Distrito Natureza", a SAT promove em seu espaço diversas atividades de cunho ambiental como: palestras de conscientização ambiental, oficinas de plantação de árvores nativas da mata atlântica, mutirões de limpeza das vias com recolhimentos de materiais descartados em meio a áreas de mata e atividades que incentivam a preservação ambiental e promovem o cultivo de plantas em risco de extinção.
Rádio Comunitária: com sede na SAT, a Rádio Caramelo Taia está sintonizada na frequência FM 87,5, e também é transmitida via site e por aplicativo na Play Store. Esta rádio comunitária conta com programação voltada aos moradores do distrito e abre espaço aos interessados em divulgar seus comércios locais ou se voluntariarem para conduzirem uma programação. Em sua grade, atualmente se encontra uma programação automática, intercalada com alguns programas ao vivo. De terça a sexta, as 15h uma programação conduzida pelo pároco local. As sextas, das 9h às 12h o Programa Manhã Natureza. E aos domingos, as 8h, o programa Coração do Sertão.

### Espaços públicos
O distrito conta com um campo de futebol e uma rampa de skate. Por anos o campo foi utilizado para campeonatos de futebol, onde jogavam os times do distrito, como o Capela F. C.

## Atrações turísticas

### Igrejas Históricas

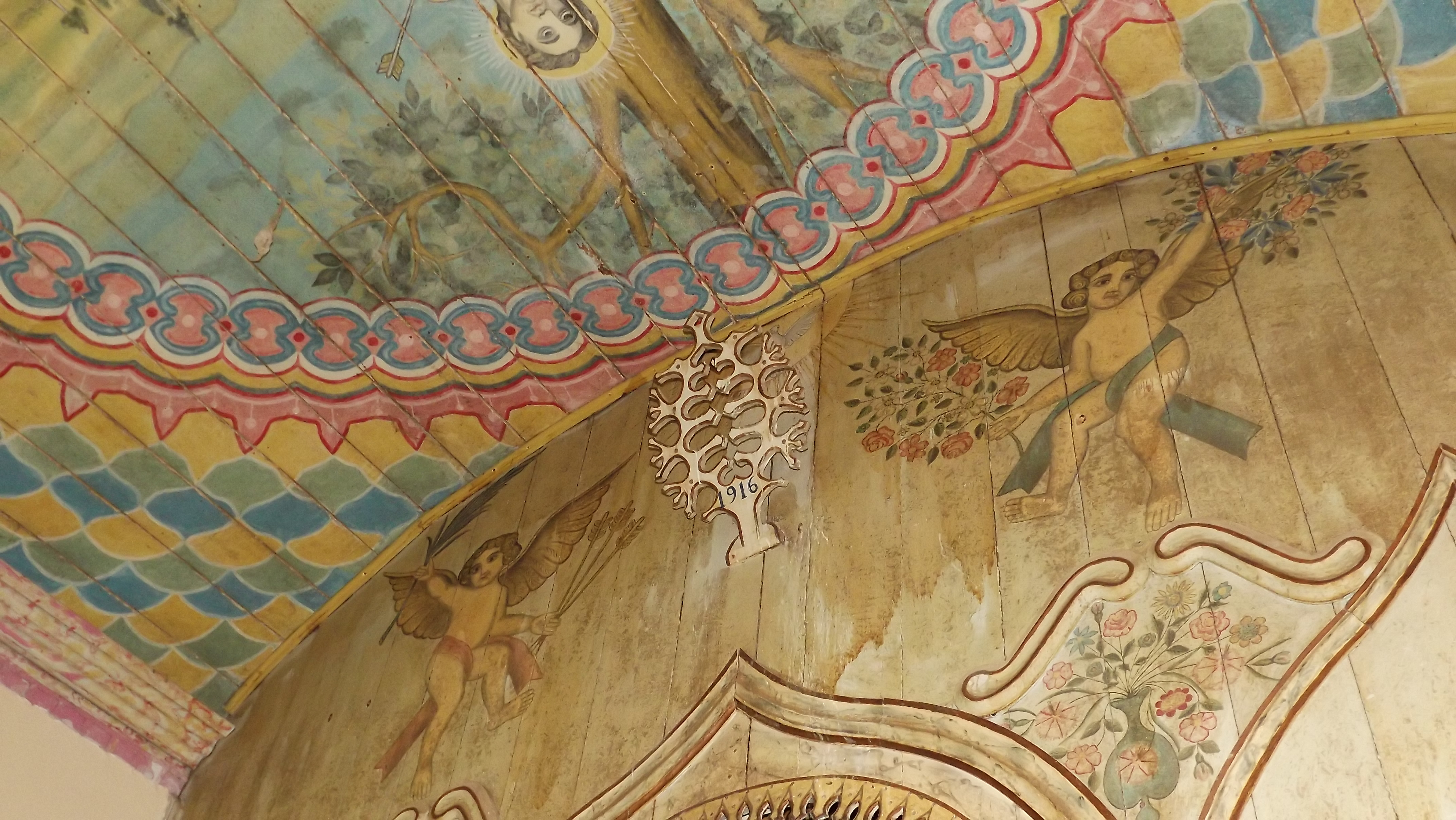
Pinturas de José Benedicto da Cruz, o JBC, de 1919, na Igreja de São Sebastião, em Taiaçupeba. '

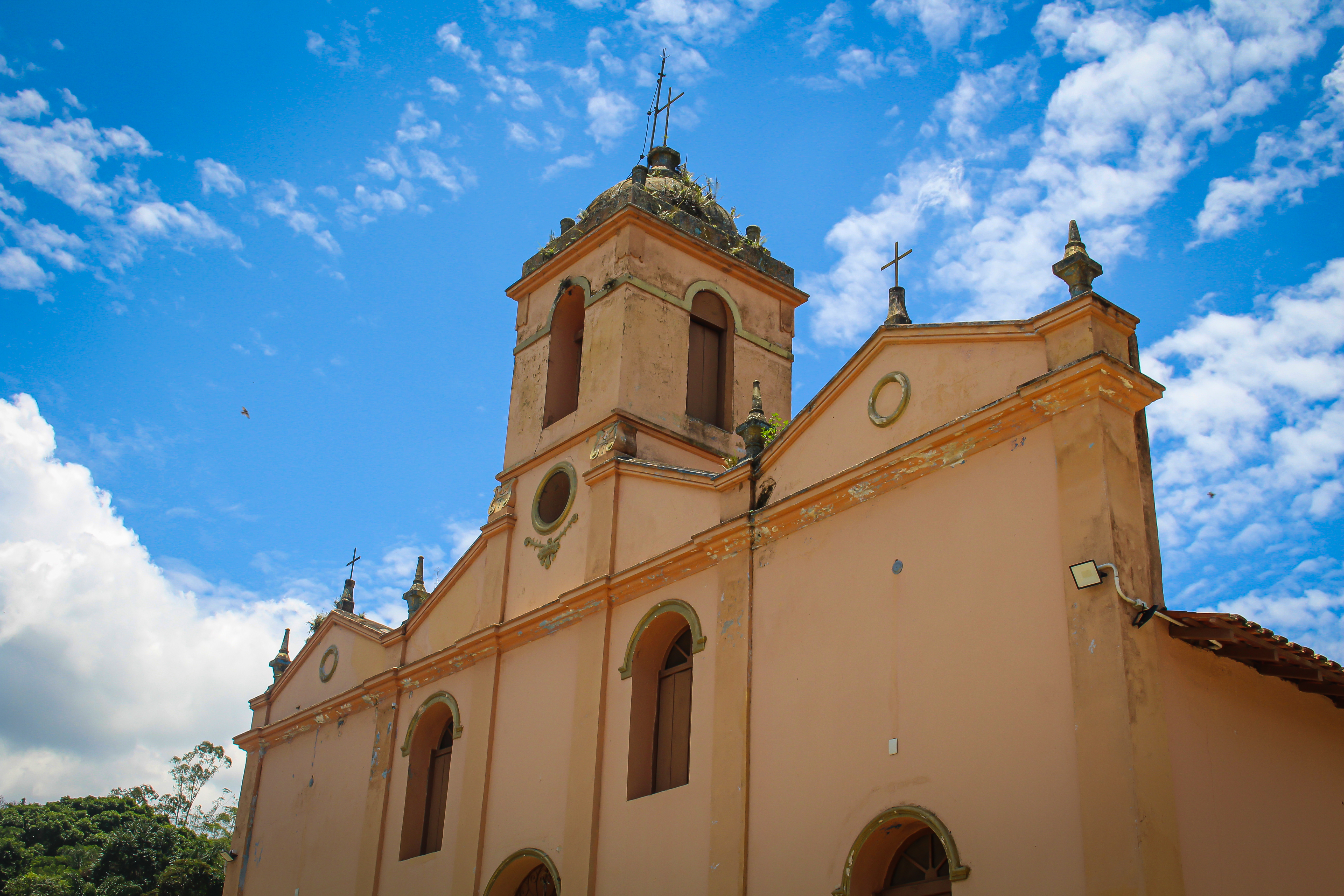
Vista externa da Igreja de São Sebastião, em Taiaçupeba. '

Taiaçupeba conta com algumas igrejas históricas datadas entre os séculos XIX e XX. Elas são:
- Igreja de Santa Cruz da Capela do Ribeirão. A Matriz e centro do distrito, sua construção do século XIX foi inaugurada em 1864. Substituiu a antiga Capela do Ribeirão, que ficava a localizada próximo a um ribeirão nas proximidades do distrito. É dedicada a Santa Cruz e no forro do presbitério pode ser encontrada uma pintura de J.B.C. (José Benedicto da Cruz), datada de 1918. A pintura sofreu uma intervenção em 1988, sendo repintada pelo artista plástico Victor Wuo, o que tirou a originalidade da pintura. Acredita-se que os entalhes em madeira dos altares central e laterais também sejam de autoria de J.B.C., o Zé Santeiro.[30]

- Igreja de São Sebastião. Localizada á 5 km do centro do distrito, no bairro de São Sebastião, a Igreja, foi fundada entre o final do século XIX e início do século XX por Pedro Thiago Franco Martins e seu cunhado, José Nunes. O templo é o mais completo acervo ainda preservado das pinturas de J.B.C., o Zé Santeiro, com pinturas que datam de 1919. No ano de 2016 passou por uma desastrosa intervenção no arco do cruzeiro, que ameaçou parte do acervo. Foi restaurada por Júlio Moraes naquele mesmo ano. Em 2019 as pinturas do altar-mor foram restauradas, e a textura amarelada (ação do tempo devido aos materiais de preservação da época), foram removidas, dando assim a tonalidade original de volta a pintura. É atribuído á Zé Santeiro (JBC) as pinturas (1919), o Altar-Mor (1916) e os trabalhos de ampliação do templo, concluídos em 1928 que deram a igreja um coreto, uma torre e uma faixada ornamentada com frisos. Ainda, segundo Eduardo Etzel, em seu livro "José Benedicto da Cruz, um singular artista sacro popular. A obra transcende o homem", de 1978, J.B.C. teria estado em Taiaçupeba por duas vezes. Na primeira, quando confeccionou os altares em madeira e decorou as Igrejas de São Sebastião e Santa Cruz. E a segunda na década de 20, quando guiou a ampliação do templo de São Sebastião.[30]
- Igreja da Imaculada Conceição. Localizada no bairro da Vargem Grande, próximo ao bairro da Pedra Branca, a pequena capela é datada da década de 1940, construída em taipa de pilão.
- Igreja de Nossa Senhora das Brotas. Localizada no bairro do Barroso, distrito de Quatinga, é ligada à Taiaçupeba por ser comunidade da Paróquia Santa Cruz, da Capela do Ribeirão. Sua construção, em taipa de pilão do inicio do século XX é toda adornada com retábulos em madeira e pisos de cerâmica. Guarda em seu interior uma imagem de Nossa Senhora das Brotas em madeira, produzida pelo santeiro J.B.C., além de um altar lateral, remanescente da antiga igreja com a pintura de um anjo em seu fronte, também de José Benedicto da Cruz (JBC).

### Barragens
A barragem do Rio Taiaçupeba e a do Rio Jundiaí é muito usada pela população da região para pescarias, já que o rio ainda não sofreu com a poluição de maneira significativa como o que ocorre com o rio onde ele deságua Aí também existe um Campo de Golfe de 18 holes, mais putting green e driver range, chamado TAIÁ GOLF CLUB.

### Parque das Neblinas

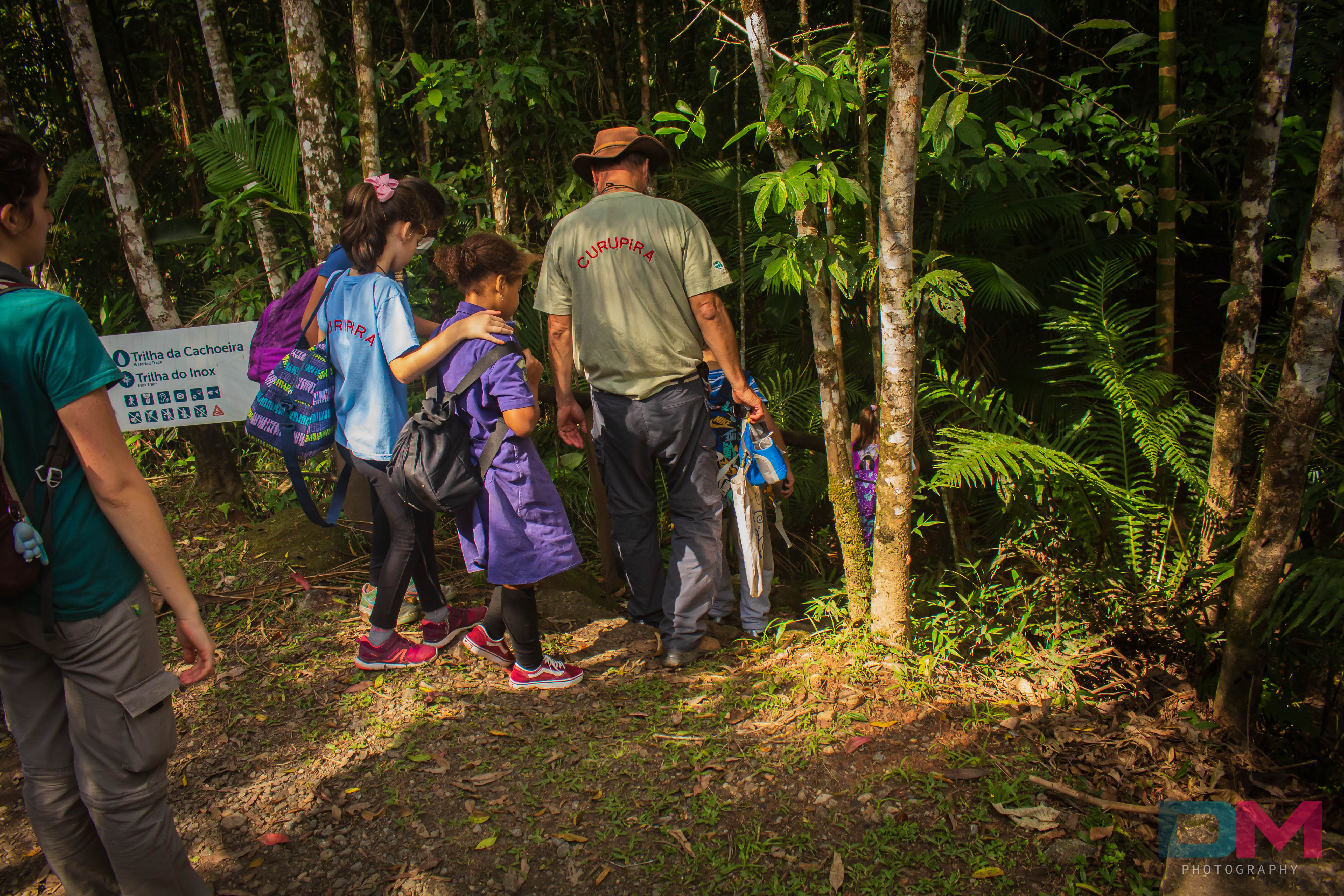
Grupo Escoteiro Curupira de Taiaçupeba em atividade no Parque das Neblinas. Autor: Dorival Martins Jr. Ano: 2022

O distrito possui o Parque das Neblinas, uma considerável área de mata atlântica que é administrada pelo instituto EcoFuturo que possui uma parceria com a Companhia Suzano de Papel e Celulose. O Parque das Neblinas dispõe de um amplo centro de visitantes. A área, que abriga um auditório com capacidade para 40 pessoas, é o ponto de partida para as atividades de campo. A decoração privilegia a produção artesanal de cooperativas e a reutilização de materiais e resíduos. Uma cozinha com fogão a lenha, batizada de Espaço Gourmet, foi montada dentro do centro. É lá que são preparadas saborosas e saudáveis refeições, com um toque especial: os ingredientes são locais.
Na área da mata, duas passarelas suspensas em árvores possibilitam ao visitante observar a floresta de outro ângulo, próximo à copa das árvores. O Parque das Neblinas é um lugar acolhedor, aberto para a educação ambiental por meio de diversas atividades voltadas aos mais diferentes públicos. Todas as atividades devem ser agendadas e são sempre acompanhadas por monitores da comunidade do entorno. Dentro da Reserva do Parque está também a nascente do Rio Itatinga que corta a Serra do Mar e deságua no Oceano Atlântico em Bertioga.